# سعيد عاكف
سعيد عاكف (بالفارسية: سعيد عاكف) ( 1972) مؤلف وكاتب مذكرات إيراني. يكتب تحديدًا في مجال الحرب العراقية الإيرانية. كتابه التربة الناعمة 2004 من أكثر الكتب المنشورة في إيران حول الحرب العراقية الإيرانية، تمت إعادة طبعه أكثر من 200 مرة، منذ طبعته الأولى، وهو من بين الكتب الأكثر مبيعًا في إيران. رُشّح كتابه نسيم القدر لجائزة الكتاب السنوي العاشر للدفاع المقدس.

## المؤلفات
- ( قصة الشتاء ) ، 1990 [6][7]
- (التربة الناعمة في Kushk ) ، المنشورة باللغة الإنجليزية باسم Borunsi 1999 [8][9]
- ( أرفاند وذاكرة القارب الأول ) ، 2000 [10]
- ( سكان العقار الكبير ) ، 2006 [11][12][13][14]
- ( الشواغر الجسدية) ، 2008 [15][16][17]
- ( المسافرون السماويون) ، 2006 [18][19][20]
- (العنوان يعني هاجر في الانتظار ) ، 2009 [21][22][23][24][25]
- ( الرقص في قلب النار ) ، 2000 [26][27][28][29]
- ( نسيم القدر ) ، 2003 [4][30][31]
- ( ذكريات رائعة ) 2013 [32][33][34][35]

## الجوائز
- كتاب عاكف ( نسيم القدر ) كان أحد أفضل الكتب المختارة لجائزة الكتاب السنوي العاشر للدفاع المقدس في عام 2006. كما حصل على المركز الثالث في قسم الذكريات الشفوية في نفس المهرجان.[36][37][38]